# Nunzio Malasomma
Nunzio Malasomma (Caserta, 4 febbraio 1894 – Roma, 12 gennaio 1974) è stato un regista e sceneggiatore italiano.

## Biografia
Dopo la laurea in ingegneria, lavorò come giornalista e nel 1920, insieme a Luciano Doria, fondò "Fortunio", una rivista di cinema e teatro. Nel 1923, sempre insieme a Doria, diresse il suo primo film, Un viaggio nell'impossibile. La crisi provocata dalla prima guerra mondiale e da cui l'industria cinematografica italiana stentava a riprendersi, lo indusse a trasferirsi in Germania, dove negli anni venti diresse numerosi film.
Con l'avvento del sonoro, al suo ritorno in Italia realizzò una serie di commedie brillanti e sentimentali che ottennero un discreto successo di pubblico, dirigendo attori del calibro di Vittorio De Sica e Amedeo Nazzari. Dopo la seconda guerra mondiale le sue regie furono sporadiche e, nel 1968, il suo ultimo film sarà - sorprendentemente vista la sua produzione precedente - uno spaghetti-western.

## Filmografia

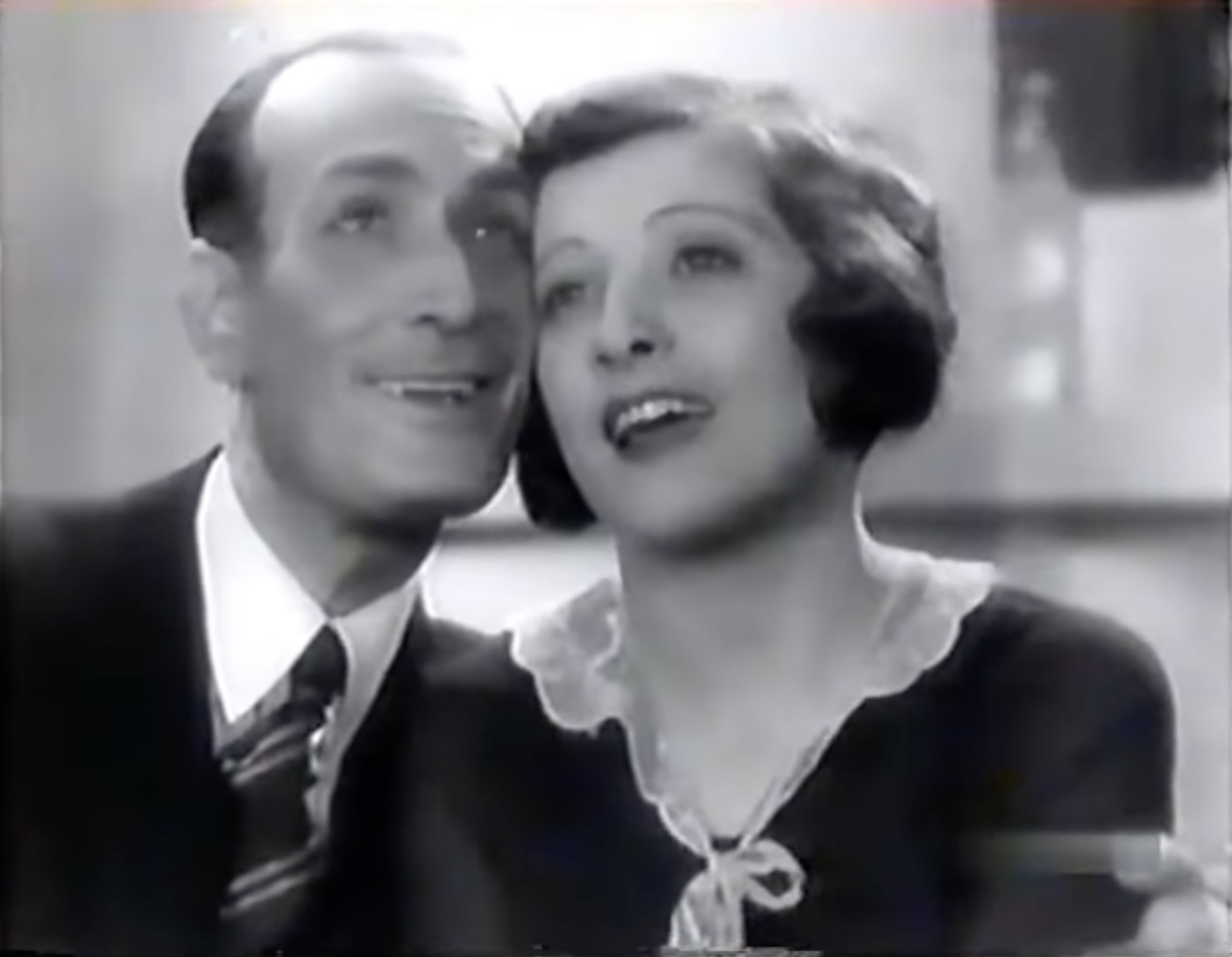
Luigi Cimara e Isa Pola in La telefonista (1932)

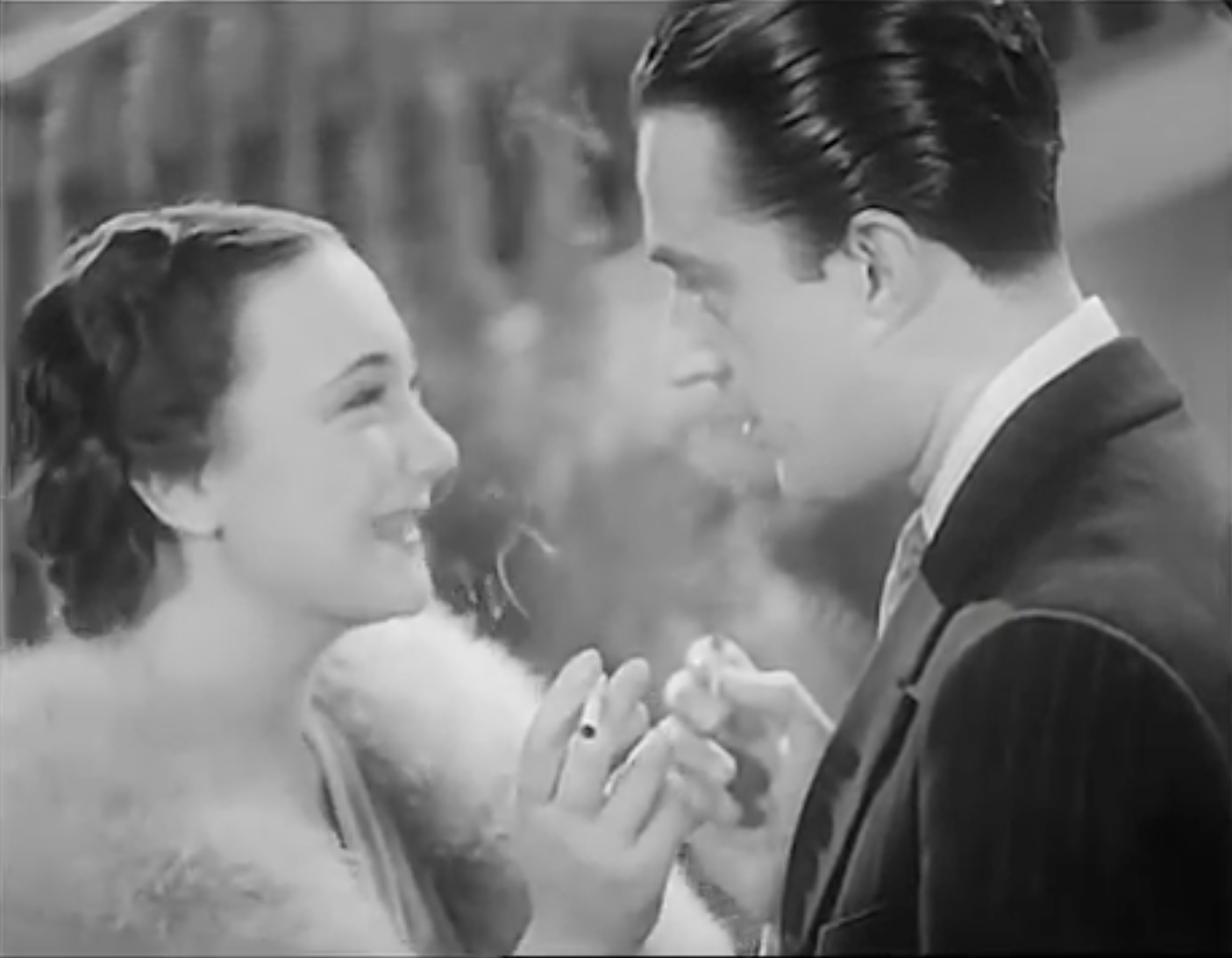
Elsa Merlini e Vittorio De Sica in Non ti conosco più (1936)

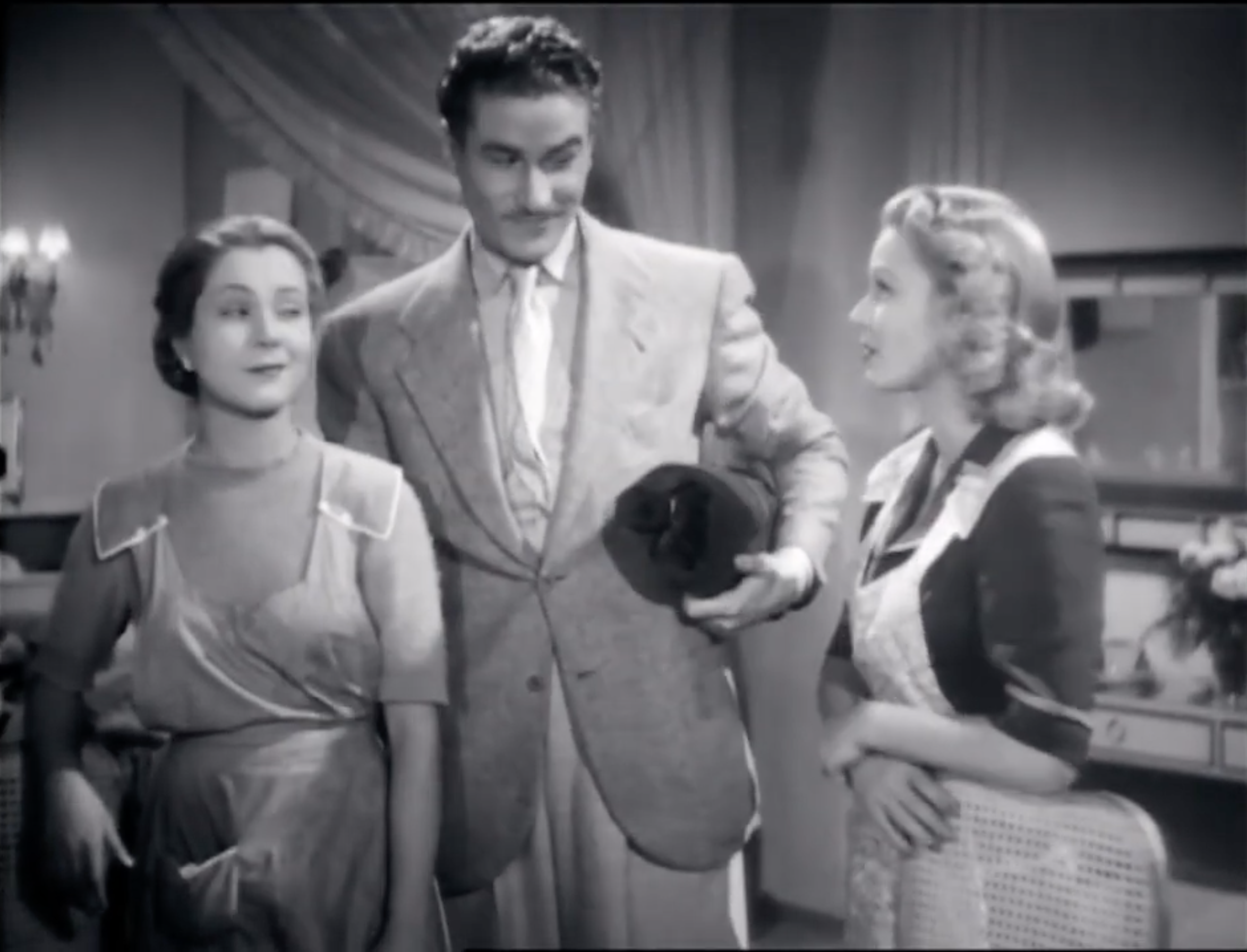
Lilia Silvi, Amedeo Nazzari e Vivi Gioi in Dopo divorzieremo (1940)

### Regista
- Un viaggio nell'impossibile, co-regia di Luciano Doria (1923)
- Mister Radio (1924)
- Der König und das kleine Mädchen (1925)
- Eine Minute vor Zwölf (1925)
- Jagd auf Menschen (1926)
- Einer gegen Alle. Die Sensationen eines Millionärs ohne Geld (1927)
- L'uomo senza testa (Der Mann ohne Kopf) (1927)
- La grande conquista (Der Kampf ums Matterhorn), co-regia di Mario Bonnard (1928)
- L'uomo dall'artiglio (1931)
- La telefonista (1932)
- La cantante dell'Opera (1932)
- La signorina dell'autobus (1933)
- Sette giorni cento lire (1933)
- La cieca di Sorrento (1934)
- Cléo, robes et manteaux (1935)
- Non ti conosco più (1936)
- Lohengrin (1936)
- Nina, non far la stupida (1937)
- Eravamo 7 sorelle (1937)
- Orchidea rossa (Rote orchideen) (1938)
- La donna del mistero (Die frau ohne Vergangenheit) (1939)
- Cose dell'altro mondo (1939)
- Dopo divorzieremo (1940)
- Scampolo (1941)
- Giungla (1942)
- Acque di primavera (1942)
- Gioco pericoloso (1942)
- Incontri di notte (1943)
- In due si soffre meglio (1943)
- La signora in nero (1943)
- Il diavolo bianco (1947)
- Il diavolo in convento (1951)
- Quattro rose rosse (1952)
- Adorabili e bugiarde (1958)
- La rivolta degli schiavi (1960)
- 15 forche per un assassino (1967)

### Regista e sceneggiatore
- Legione bianca (Der Ruf des Nordens), co-regia di Mario Bonnard (1929)